# Tonina (Enzima)
Tonina (enzima)
A Tonina é uma serinoproteinase descrita em 1972. É uma enzima capaz de liberar angiotensina II (Ang II) por hidrólise da ligação Phe8-His9 tanto na sequencia do angiotensinogênio (AG), como da angiotensina I (Ang I). Em tecidos de rato essa enzima está presente como uma única cadeia polipeptídica contendo 272 aminoácidos, com massa molecular de 27 kDa e o pH ótimo para a sua atividade é de 6,8.
1. Atividade Tonina

A Tonina é capaz de liberar Ang II também a partir de substratos sintéticos homólogos da porção N-terminal do AG, incluindo o tetradecapeptídeo AG(1-14). 
1. Expressão da tonina

Tonina é expressa em vários tecidos de rato, tais como testículos, fígado, córtex e medula renal, baço, cérebro, pulmão, parótida, próstata, pâncreas e glândula submandibular (GSM), onde a enzima está presente em níveis mais elevados. Na GSM de rato, tonina representa cerca de 10% do total de proteínas expressas.
1. Histórico

A Tonina foi inicialmente descrita em ratos no ano de 1972. A primeira descrição a classificava como uma nova enzima de conversão e a tonina foi inicialmente nomeada como enzima conversora ß. Devido a várias diferenças nas propriedades desta enzima, em comparação com a renina e a enzima conversora de angiotensina I, a ECA, como especificidade, atividade catalítica, fatores de ativação e inibição, a enzima conversora ß foi renomeada como tonina.